# Into a Secret Land
Into a Secret Land è il terzo album di inediti della cantante tedesca Sandra, pubblicato il 24 ottobre 1988 dall'etichetta discografica Virgin.
Dall'album sono stati estratti i singoli Heaven Can Wait, Secret Land, We'll Be Together, Around My Heart e La vista de luna.
L'album è stato ristampato nel 1993 con l'aggiunta di una traccia, Children of England.

## Tracce
LP (Virgin 209 371 630)
1. Secret Land - 4:45 (Michael Cretu, Hubert Kemmler, Markus Löhr, Klaus Hirschburger, Gronau, Müller-Pi, Hoenig, Mats Björklund)
2. We'll Be Together - 4:10 (Michael Cretu, Hubert Kemmler, Markus Löhr, Klaus Hirschburger, Sandra Cretu)
3. Heaven Can Wait - 4:04 (Michael Cretu, Hubert Kemmler, Markus Löhr, Klaus Hirschburger)
4. Just Like Diamonds - 5:40 (Michael Cretu, Hubert Kemmler, Markus Löhr, Klaus Hirschburger)
5. Around My Heart - 3:18 (Michael Cretu, Hubert Kemmler, Markus Löhr, Klaus Hirschburger, Sör Otto's, Peterson)
6. Crazy Juliet - 4:11 (Michael Cretu, Hubert Kemmler, Markus Löhr, Klaus Hirschburger)
7. La vista de luna - 3:44 (Michael Cretu, Hubert Kemmler, Markus Löhr, Klaus Hirschburger, Müller-Pi)
8. Celebrate Your Life - 3:28 (Hubert Kemmler, Klaus Hirschburger)

CD (Virgin 259 371-222)
CD (EMI 0777 7 86967 2 8 (EMI)
1. Secret Land - 4:45 (Michael Cretu, Hubert Kemmler, Markus Löhr, Klaus Hirschburger, Gronau, Müller-Pi, Hoenig, Mats Björklund)
2. We'll Be Together - 4:10 (Michael Cretu, Hubert Kemmler, Markus Löhr, Klaus Hirschburger, Sandra Cretu)
3. Heaven Can Wait - 4:04 (Michael Cretu, Hubert Kemmler, Markus Löhr, Klaus Hirschburger)
4. Just Like Diamonds - 5:40 (Michael Cretu, Hubert Kemmler, Markus Löhr, Klaus Hirschburger)
5. Around My Heart - 3:18 (Michael Cretu, Hubert Kemmler, Markus Löhr, Klaus Hirschburger, Sör Otto's, Peterson)
6. Crazy Juliet - 4:11 (Michael Cretu, Hubert Kemmler, Markus Löhr, Klaus Hirschburger)
7. La vista de luna - 3:44 (Michael Cretu, Hubert Kemmler, Markus Löhr, Klaus Hirschburger, Müller-Pi)
8. Celebrate Your Life - 3:28 (Hubert Kemmler, Klaus Hirschburger)
9. Children of England - 3:58 (Hubert Kemmler, Markus Löhr, Klaus Hirschburger)

## Classifiche
| Classifica (1988) | Posizione raggiunta |
| ----------------- | ------------------- |
| Svizzera          | 9                   |
| Austria           | 13                  |
| Germania          | 14                  |
| Norvegia          | 18                  |
| Svezia            | 22                  |